# Saint Vincent és a Grenadine-szigeteki labdarúgó-bajnokság (első osztály)
Az NLA Premier League a Saint Vincent és a Grenadine-szigetek-i labdarúgó-bajnokságok legfelsőbb osztályának elnevezése. 2009-ben alapították és 12 csapat részvételével zajlik.

## A 2011–2012-es bajnokság résztvevői
- Avenues United FC (Kingstown)
- Camdonia Chelsea SC
- Digicel Jebelle FC
- JG & Sons Stingers FC
- Hope International FC
- K&R Strikers
- Pastures United FC
- Fitz Hughes Predators
- Prospect United FC
- System 3 FC
- Toni Store Jugglers FC
- Zodiac FC (Bequia)
- Layou FC (Layou)

## Az eddigi győztesek
- 1998/99: Camdonia Chelsea SC (Lowmans)
- 1999/03: Not held
- 2003/04: Hope International FC (?)
- 2004/05: Universal Mufflers Samba FC
- 2005/06: Hope International FC
- 2006/07: Not held
- 2007/08: Apparently abandoned
- 2008/09: Not held
- 2009/10: Avenues United FC (Kingstown)
- 2010/11: Avenues United FC (Kingstown)
- 2012: Avenues United FC (Kingstown)